# Lesotho Correctional Services FC
O Lesotho Correctional Services FC é um clube de futebol com sede em Maseru, Lesoto. A equipe compete na Lesotho Premier League.

## História
O clube foi fundado como Lesotho Prisons Service.

## Títulos
Lesotho Premier League (6): 2000, 2002 (como Lesotho Prisons Service), 2007, 2008, 2011, 2012.